# سمع صومالي
السِّمْع الصومالي أو الكلب البري الصومالي هو نوع فرعي من الكلاب البرية الأفريقية الأصلية في القرن الإفريقي. هو مشابه لسلالات سمع شرق إفريقيا، لكنه أصغر، وذو فرو أقصر وأكثر خشونة وأسنان أضعف، يشبه لونه لون فرو سمع كيب. يختلف عن بقية سلالات شرق إفريقيا في أن الأجزاء الصفراء في السلالات الأخرى لونها فيه برتقالية.